# La Vèze
La Vèze é uma comuna francesa na região administrativa de Borgonha-Franco-Condado, no departamento de Doubs. Estende-se por uma área de 5,27 km². Em 2010 a comuna tinha 473 habitantes (densidade: 89,8 hab./km²).